# Американо-мавританские отношения
Американо-мавританские отношения — двусторонние дипломатические отношения между США и Мавританией.

## История
28 ноября 1960 года Мавритания обрела независимость от Франции и Соединённые Штаты установили тесные отношения с этой страной, а также оказали небольшую экономическую помощь. В июне 1967 года из-за Шестидневной войны Мавритания разорвала дипломатические и консульские отношения с США, но два года спустя восстановила связи и поддерживала относительно позитивные отношения до конца 1980-х годов, несмотря на разногласия во мнениях по поводу арабо-израильского конфликта. С 1981 года Соединённые Штаты предоставили около 130 миллионов долларов США в виде экономической и продовольственной помощи Мавритании.
В 1989 года произошёл пограничный конфликт между Мавританией и Сенегалом, в результате которого Мавритания выселила десятки тысяч своих граждан в Сенегал, что негативно сказалось на отношениях с США. Более того, предполагаемая поддержка Мавританией Ирака во время войны в Персидском заливе 1991 года ещё сильнее ухудшила отношения с США. Весной 1991 года американо-мавританские отношения достигли низкого уровня, когда стало известно, что мавританские военные практикуют нарушения прав человека. В ответ США официально прекратили оказание помощи через Агентство США по международному развитию, а также перестали оказывать военную поддержку Мавритании. В 1990-х годах отношения ещё сильнее ухудшились в результате того, что рабство продолжалось практиковаться в некоторых частях Мавритании, несмотря на существующий законодательный запрет.
К концу 1990-х годов правительство Мавритании стало проводить политику по возврату депортированных лиц и беженцев конфликта 1989 года с Сенегалом, перестало поддерживать Ирак и переориентировалось на Западный мир, а также инициировало проведение мероприятий по сокращению уровня бедности при посредничестве Всемирного банка и Международного валютного фонда. Эти инициативы привели к улучшению отношений с Соединёнными Штатами, были возобновлены военное сотрудничество и тренировочные программы. В 2000 году Мавритания официально установила дипломатические отношения с Израилем, став одной из трех стран-членов Лиги арабских государств.
В августе 2005 года в Мавритании произошёл военный переворот, что привело к восхождению к власти Военного совета правосудия и демократии. США не признали результаты военного переворота и призвали к скорейшему возвращению к власти законноизбранного правительства страны посредством проведения свободных и честных выборов. Правительство США поддерживает переход Мавритании к демократии, в частности парламентские выборы 2006 года и президентские выборы 2007 года. Соединённые Штаты предоставили помощь в проведении выборов в Мавритании. В настоящее время США стремятся сотрудничать с правительством Мавритании и расширить двустороннее сотрудничество в областях продовольственной безопасности, здравоохранения, образования, безопасности, укрепления демократических институтов и борьбы с терроризмом.